# 北浜レトロビルヂング
北浜レトロビルヂング（きたはまレトロビルヂング）は大阪府大阪市中央区にある歴史的建造物。登録有形文化財。

## 歴史
1912年（明治45年）に株の仲買業を営む企業の社屋として建てられた。戦後、建材商社「桂隆産業」の本社ビルとして使用された後、1997年（平成9年）に現オーナーが建物を購入し、英国紅茶とスイーツの店として再生した。

## 建築
地上2階地下1階建、煉瓦造。正面開口部は花崗岩の切石を用いて縁取り、玄関廻りは4本の変形アーチ形の柱で受ける。2階は大きく開いた意匠となっている。英国式を基調とし、外装には薄く焼いた褐色の煉瓦を用いた。1997年12月12日、登録有形文化財となった。また、生きた建築ミュージアム・大阪セレクションに選定された。

## 交通アクセス
- 京阪本線・地下鉄堺筋線「北浜駅」より、徒歩2分。

## 周辺情報
- 大阪取引所（旧：大阪証券取引所）
- 新井ビル
- 適塾
- 大阪市立愛珠幼稚園
- 北浜長屋